# Шадхан
Шадхан (івр. שדכן) — сват, посередник при укладенні шлюбу в іудаїзмі.
Немає свідчень про існування професійного сватання у давній та античний періоди єврейської історії. За Талмудом, сватання (шидухін) відбувається або коли сам наречений запитує у дівчини її згоди, або коли батьки нареченого та нареченої домовляються про шлюб між дітьми. Перші згадки про шадхана, який отримує плату за послуги, відносяться до XIII століття. У різних громадах шадхан отримував плату або після заручин, або після весілля. Плата шадхану була більшою за плату посереднику в торгових угодах і могла залежати від відстані між місцями проживання нареченого та нареченої. Професія шадхана вважалася гідним заняттям, мала велику пошану в єврейській громаді, і цим ремеслом займалося чимало відомих рабинів. З XVIII століття корисливий, ненадійний і незграбний шадхан стає частим персонажем у єврейській літературі та фольклорі.
У традиційних єврейських сім'ях надається велике значення процесу знаходження своєї пари; серед релігійних євреїв професія шадхана існує і зараз. Найчастіше до послуг шадхана вдаються у громадах харедім. Як правило, до шадхана звертаються не батьки, а самі охочі одружитися. Деякі шадхани не беруть плату за свої послуги.